# Методи Кърпачев
Методи Вишанов Кърпачев е български революционер, деец на „Охрана“ и ВМРО-СМД.

## Биография
Методи Кърпачев е роден на 24 май 1921 година в разложкото село Елешница, България. През 1936 година се присъединява към революционната група „Македонски орли“ заедно с Христо Лагадинов, Кръстьо Рашев, Атанас Пашков. В началото на Втората световна война симпатизира на комунистическите партизани в Македония, но след като отбива военната си служба през Битоля заминава за Костурско като член на „Охрана“. В края на месец септември 1944 г., след разформироването на доброволческите дружини на „Охрана“ в Егейска Македония, той заедно с няколко свои другари отива в Скопие и търсят Йордан Чкатров за контакт. След септември 1944 година участва във войната срещу Третия Райх на страната на югославските партизани като член на бригадата Гоце Делчев. След превземането на Скопие и последвалите скандали между българските войници и югославските партизани, преминава на страната на Българската армия. След военните операции на армията в Югославия се прибира в България и се установява във Велинград. През 80-те години възстановява контактите си македонските дейци на Запад, като първият му контакт е с Борислав Иванов от Торонто. След 1989 година членува във ВМРО-СМД.
Умира във Велинград през 1999 година. Оставя неиздадени спомени, една част от които са публикувани през 1994 година в списание „Македонски преглед“.